# HNK Vatra Poljica
HNK Vatra je hrvatski nogometni klub iz sela Poljica (Jelsa) na otoku Hvaru. 
Klub je osnovan 30. travnja 1937. godine. Gasi se krajem 1960-ih, a početkom 1970-ih se dio mještana priključuje momčadi Sloge iz Zastražišća, s kojom udruženi 1979. osvajaju i prvenstvo otoka Hvara. 
U Poljicima je postojalo igralište kod crkve, a utakmice je Vatra kao domaćin igrala u Jelsi.
Klub je ponovno obnovljen 14. rujna 1997. godine.
Do danas je sve svoje službene ligaške utakmice jedino igrao u Hvarskoj nogometnoj ligi. Najveći uspjesi su finale Hvarskog kupa 1960. na igralištu Soline u Jelsi (kada gubi 1:0 od Jadrana) i drugo mjesto u prvenstvu 2003./04. (kada je skor u međusobnim susretima s Hvarom odlučivao o prvaku otoka). U finalu Kupa otoka Hvara 2010. u Hvaru poraz od Hvara 2:4.

## Rezultati po sezonama
- 2015./16. -  ?  (od 10)
- 2014./15. -  9. (od 9)
- 2013./14. -  7. (od 9)
- 2012./13. -  9. (od 11)
- 2011./12. – 10. (od 11)
- 2010./11. -  9. (od 11)
- 2009./10. -  6. (od 11)
- 2008./09. -  7. (od 12)
- 2007./08. -  9. (od 12)
- 2006./07. – 12. (od 12)
- 2005./06. – 11. (od 12)
- 2004./05. -  5. (od 13)
- 2003./04. -  2. (od 12)
- 2002./03. -  4. (od 12)
- 2001./02. -  3. (od 11)
- 2000./01. – 10. (od 10)
- 1999./00. – 10. (od 10)
- 1998./99. – 11. (od 12)
- 1997./98. – 12. (od 12)

## Vanjske poveznice
- hnk-vatra.hr/povijest  Arhivirana inačica izvorne stranice od 7. ožujka 2016. (Wayback Machine)
- vatra-poljica.bloger.index.hr  Arhivirana inačica izvorne stranice od 7. ožujka 2016. (Wayback Machine)
- hnk-vatra.hr  Arhivirana inačica izvorne stranice od 7. ožujka 2016. (Wayback Machine)